# Sjundeå finska församling
Sjundeå finska församling (finska Siuntion suomalainen seurakunta) är en finskspråkig evangelisk-luthersk församling i Sjundeå, Nyland. År 2024 hade församlingen 2 442 medlemmar vilket var cirka 59 % av kommunens finskspråkiga invånare. Kyrkoherde i Sjundeå finska församling är Mirja Miettinen. Församlingens hemkyrka är Sjundeå S:t Petri kyrka och finska församlingen delar kyrkan med Sjundeå svenska församling.
Sjundeå finska församling tillhör Lojo prosteri och Esbo stift. Tillsammans med Sjundeå svenska församling bildar Sjundeå finska församling Sjundeå kyrkliga samfällighet.
År 1998 beslöt man att dela Sjundeå församling till Sjundeå svenska församling och Sjundeå finska församling på språkliga grunder. Sjundeå församlings kyrkofullmäktige överklagade delningen till högsta förvaltningsdomstolen i Finland men delningen blev ett faktum år 2000.

## Kyrkor och lokaler
Lista över kyrkor och lokaler som Sjundeå kyrkliga samfällighet äger och som församlingen använder:
- Sjundeå S:t Petri kyrka
- Capella
- Sjundeå församlingshem
- Sjundeå avskedsrum
- Friden
- Lugnet
- Postillas klubbutrymme
- Missionsloppis Lilla Postillan

## Kyrkoherdar
- 2000–2018: Ismo Turunen
- 2018–2025: Mirja Miettinen[6]
- 2025→ Tanja Louhivuori (t.f)